# 稲葉久人
稲葉 久人（いなば ひさひと、1985年5月26日 - ）は、栃木県出身の元サッカー選手。ポジションは、FW。

## 来歴
法政大学4年生時には同学年の本田拓也・菊岡拓朗・向慎一らと共にインカレ決勝進出に貢献。
2008年、柱谷幸一監督率いるJFLの栃木SCに入団。栃木県小山市出身であったことから、試合の選手紹介時などで「小山生まれのスナイパー」と呼ばれた。上野優作、横山聡、松田正俊、石舘靖樹ら経験豊富なFW達に阻まれ、シーズン序盤は出番が回ってこなかったが、ディフェンスライン裏への飛び出しを武器に、徐々に頭角を現しスタメン出場の機会を増やしていく。また、得意のFWではなく右サイドハーフで先発したことがあった。
2009年、Jリーグに昇格した栃木SCの初戦に先発出場するが、怪我が多かったことやライバルの台頭で出場機会を失っていく。そして、シーズン終了をもって契約非更新となり同チームを退団。
2010年、JFLに昇格した栃木ウーヴァFCに移籍。しかし、同年7月に登録抹消された。

## 所属クラブ
- 2001年 - 2003年 佐野日本大学高等学校
- 2004年 - 2007年 法政大学
- 2008年 - 2009年 栃木SC
- 2010年 - 同年7月 栃木ウーヴァFC

## 個人成績
| 国内大会個人成績 | 国内大会個人成績 | 国内大会個人成績 | 国内大会個人成績 | 国内大会個人成績 | 国内大会個人成績 | 国内大会個人成績 | 国内大会個人成績 | 国内大会個人成績 | 国内大会個人成績 | 国内大会個人成績 | 国内大会個人成績 |
| 年度             | クラブ           | 背番号           | リーグ           | リーグ戦         | リーグ戦         | リーグ杯         | リーグ杯         | オープン杯       | オープン杯       | 期間通算         | 期間通算         |
| 年度             | クラブ           | 背番号           | リーグ           | 出場             | 得点             | 出場             | 得点             | 出場             | 得点             | 出場             | 得点             |
| 日本             | 日本             | 日本             | 日本             | リーグ戦         | リーグ戦         | リーグ杯         | リーグ杯         | 天皇杯           | 天皇杯           | 期間通算         | 期間通算         |
| ---------------- | ---------------- | ---------------- | ---------------- | ---------------- | ---------------- | ---------------- | ---------------- | ---------------- | ---------------- | ---------------- | ---------------- |
| 2006             | 法大             | 15               | -                | -                | -                | -                | -                | 2                | 0                | 2                | 0                |
| 2008             | 栃木             | 24               | JFL              | 20               | 4                | -                | -                | 1                | 0                | 21               | 4                |
| 2009             | 栃木             | 14               | J2               | 26               | 4                | -                | -                | 0                | 0                | 26               | 4                |
| 2010             | 栃木U            | 32               | JFL              | 0                | 0                | -                | -                | 0                | 0                | 0                | 0                |
| 通算             | 日本             | 日本             | J2               | 26               | 4                | -                | -                | 0                | 0                | 26               | 4                |
| 通算             | 日本             | 日本             | JFL              | 20               | 4                | -                | -                | 1                | 0                | 21               | 4                |
| 通算             | 日本             | 日本             | 他               | -                | -                | -                | -                | 2                | 0                | 2                | 0                |
| 総通算           | 総通算           | 総通算           | 総通算           | 46               | 8                | -                | -                | 3                | 0                | 49               | 8                |

- Jリーグ初出場 -  2009年3月8日 J2第1節 FC岐阜戦 （栃木県グリーンスタジアム）
- Jリーグ初得点 - 2009年4月29日 J2第11節 サガン鳥栖戦 （ベストアメニティスタジアム）